# Paranormal Activity 4
Paranormal Activity 4 je americký hororový film z roku 2012, který režírovala dvojice Henry Joost a Ariel Schulman. Jde o prequel filmu Paranormal Activity 2 z roku 2010. 

## Děj
Tento díl ukazuje nejasný osud Posedlé Katie a nemluvněte Hunter, kterého posedlá Katie unesla na neznámé místo. V roce 2011 se ukáže, že se Katie s 6letým chlapcem Robbiem (pravděpodobně Katiin syn) koupí dům v Hendersonu v Nevadě. Zde naproti přes ulici bydlí mladá dívka Alex se svou rodinou a bratrem Wyattem. Když se Katie udělá špatně a Robbie nemá nikoho z rodiny, tak se na čas ubytuje v Alexině domě. Od té doby si s ním Wyatt hraje a poznává i imaginárního přítele "Tobbyho". Ale je znepokojená chováním Robbieho a když Robbie kreslí na tělo Wyattovi divné symboly, ihned vyhledává její význam se svým přítelem Benem. Brzy zjistí o kultu Porodních bab a zkoumají Katiinu minulost. O dvanácté noci Alex probudí hluk. Když se jde podívat do garáže, tak se nemůže dostat ven. Auto mezitím zapne výfuk a málem výfukové plyny Alex zabijí. Naštěstí sebrala včas poslední síly a autem prorazila vrata. 
Když se Katie vrací z nemocnice, povídá opravdu Wyattovi o tom, že je adoptovaný a že jeho skutečné jméno je Hunter. Wyatt proto začne též komunikovat s Tobym. Alexin otec Dough si chce promluvit s Alex o podivných paranormálních jevech v domě, a proto jdou spolu na večeři. Katie tajně přijde mezitím do Alexiina domu a zabije její matku Holly. Poté, když přijde Ben do domu a chce nechat Alex vzkaz na jejím počítači, Katie ho také zabije.
Večer přijde Alex s otcem domů a zjišťují, že nikdo není doma. Alex se jde podívat po domě a najde jen Benovo tělo. Poté se jde podívat do Katiina domu a když uvidí Douga, tak ho neznámá entita odtáhne pryč a zřejmě zabije. Alex za ním běží, ale boj vzdá a jde hledat Wyatta. Najednou ovšem spatří Katii posedlou démonem, která ji pronásleduje. Naštěstí Ale uteče a jde na dvůr hledat Wyatta. Když ho najde, je však v jakémsi transu a jakmile se obrátí, vyskočí na ní Katie.

## Obsazení
| Kathryn Newton    | Alex                  |
| Matt Shively      | Ben                   |
| Aiden Lovekamp    | Wyatt                 |
| Brady Allen       | Robbie                |
| Alexondra Lee     | Holly, Alexiina matka |
| Stephen Dunham    | Doug, Alexiin otec    |
| Katie Featherston | Dospělá Katie         |